# Машівська селищна територіальна громада
Машівська селищна територіальна громада — об'єднана територіальна громада в Україні, в Полтавському районі Полтавської області. Адміністративний центр — селище Машівка.
Площа громади — 136,46 км², населення — 7565 мешканців (2018).
Утворена 6 вересня 2017 року шляхом об'єднання Машівської селищної ради та Новотагамлицької, Селещинської сільських рад Машівського району.

## Населені пункти
До складу громади входять 1 селище (Машівка) і 20 сіл: Абрамівка, Базилівщина, Богданівка, Вільне, Вовча Балка, Григорівка, Дмитрівка, Калинівка, Козельщина, Кошманівка, Латишівка, Миронівка, Нова Павлівка, Новий Тагамлик, Огуївка, Петрівка, Сахнівщина, Селещина, Сухоносівка та Тимченківка.